# Oxysoma saccatum
Oxysoma saccatum är en spindelart som först beskrevs av Albert Tullgren 1902.  Oxysoma saccatum ingår i släktet Oxysoma och familjen spökspindlar. Inga underarter finns listade i Catalogue of Life.